# Alles-sur-Dordogne
Alles-sur-Dordogne é uma comuna francesa na região administrativa da Nova Aquitânia, no departamento Dordonha. Estende-se por uma área de 9,44 km². Em 2010 a comuna tinha 395 habitantes (densidade: 41,8 hab./km²).